# 万能のドル
万能のドル（英語: Almighty dollar）とは、物質的な富をあたかも神のごとく思ってしまう固定観念を風刺するために、しばしば用いられる慣用句である。
この言葉は、アメリカ人ワシントン・アーヴィングが、1836年11月発行の雑誌『ニッカーボッカー』において執筆した『クレオール村 The Creole Village』において最初に登場したと一般的に言われており、それは次のようなものである。
初代リットン男爵エドワード・ブルワー＝リットンは、この言葉を用いて、1871年出版の小説『来たるべき民族 The Coming Race』において、万能のドルの追求と記している。
また「万能のドル」は、オジー・オズボーンの2007年のアルバムBlack Rainに収録されている楽曲のタイトルともなっている。この歌では、金と強欲によって人々は地球温暖化や環境汚染の問題に気づかなくなっており、地球を破壊している、としている。